# Liste de métiers de la danse
Cette liste donne des liens vers les différentes professions ou activités liées à la danse,,. Toutefois, certaines de ces activités ne sont pas partout considérées comme des "métiers" ou n'existent plus. Le noms des métiers est écrit au masculin dans la majorité des cas pour des raisons de clarté, mais tous ces métiers peuvent être pratiqués à la fois par des hommes et par des femmes. Certains de ces métiers ont été principalement pratiqués par soit des hommes ou soit des femmes (comme le métier de showgirl par exemple).

## Interprète
- Danseur
- Danseur de ballet
- Danseur d'arrière-plan (en)
- Caller
- Strip-teaseur (en)
- Majorette
- Showgirl
- Taxi danseur (en)
- Go-go danceur

## Chorégraphie et mise en scène
- Notateur
- Chorégraphe
- Maître de ballet
- Metteur en scène
- Directeur artistique

## Enseignement
- Répétiteur
- Maître à danser
- Professeur de danse (en)

## Autre
- Thérapeute de danse
- Chercheur en danse
- Historien de la danse
- Critique de la danse (en)